# Coullemelle
Coullemelle (picardisch: Coulmelle) ist eine nordfranzösische Gemeinde mit 309 Einwohnern (Stand 1. Januar 2022) im Département Somme in der Region Hauts-de-France. Die Gemeinde liegt im Arrondissement Montdidier, ist Teil der Communauté de communes Avre Luce Noye und gehört zum Kanton Ailly-sur-Noye.

## Geographie
Die Gemeinde liegt an der Kreuzung der Départementsstraßen D109 und  D188 rund 13 km westlich von Montdidier und 13 km südsüdöstlich von Ailly-sur-Noye.

## Einwohner
| 1962 | 1968 | 1975 | 1982 | 1990 | 1999 | 2006 | 2010 |
| ---- | ---- | ---- | ---- | ---- | ---- | ---- | ---- |
| 291  | 270  | 213  | 215  | 230  | 236  | 236  | 322  |

## Verwaltung
Bürgermeister (maire) ist seit 2001 Nicolas Lavoine.

## Sehenswürdigkeiten

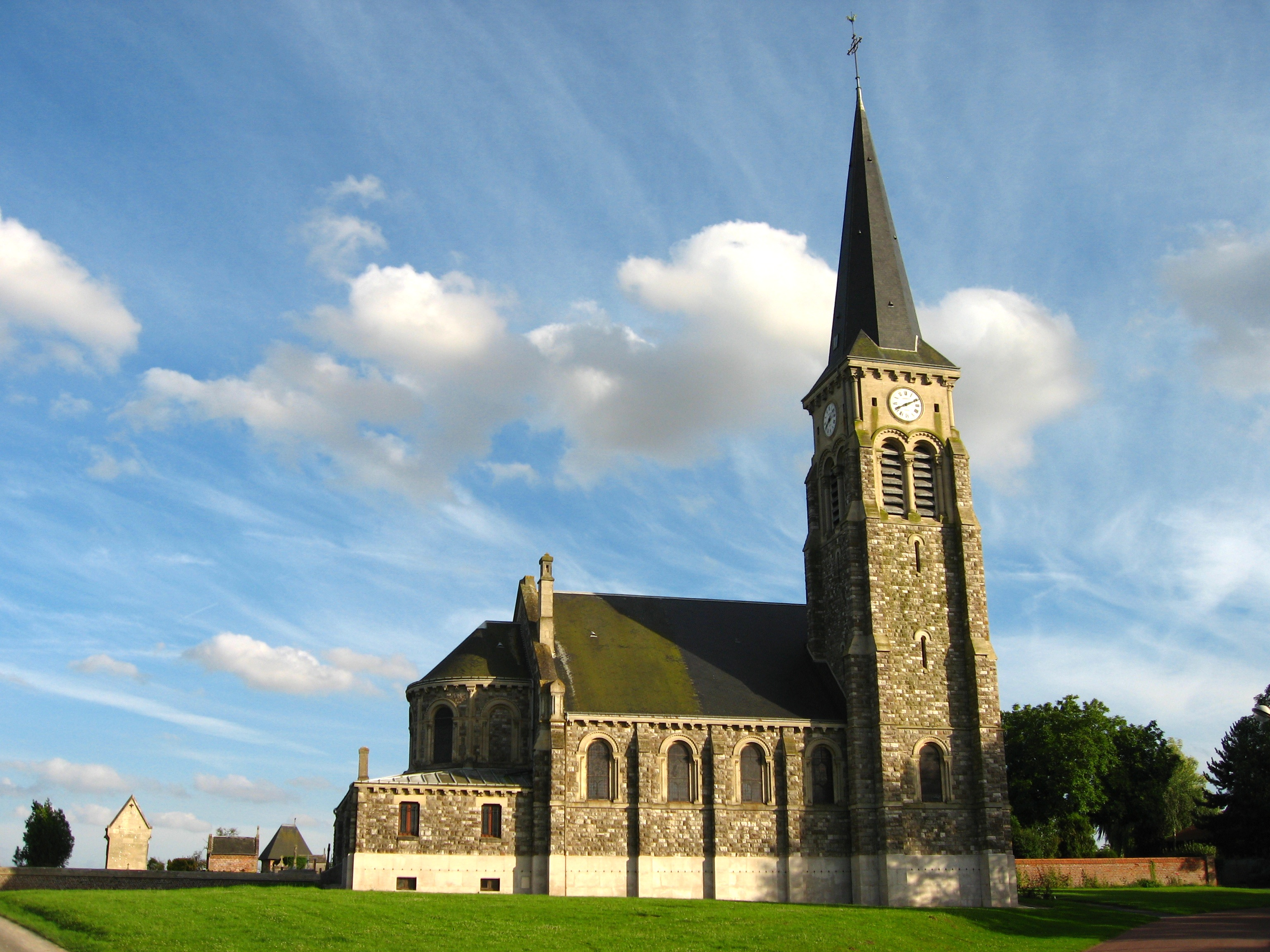
Die Kirche Saint-Nicolas

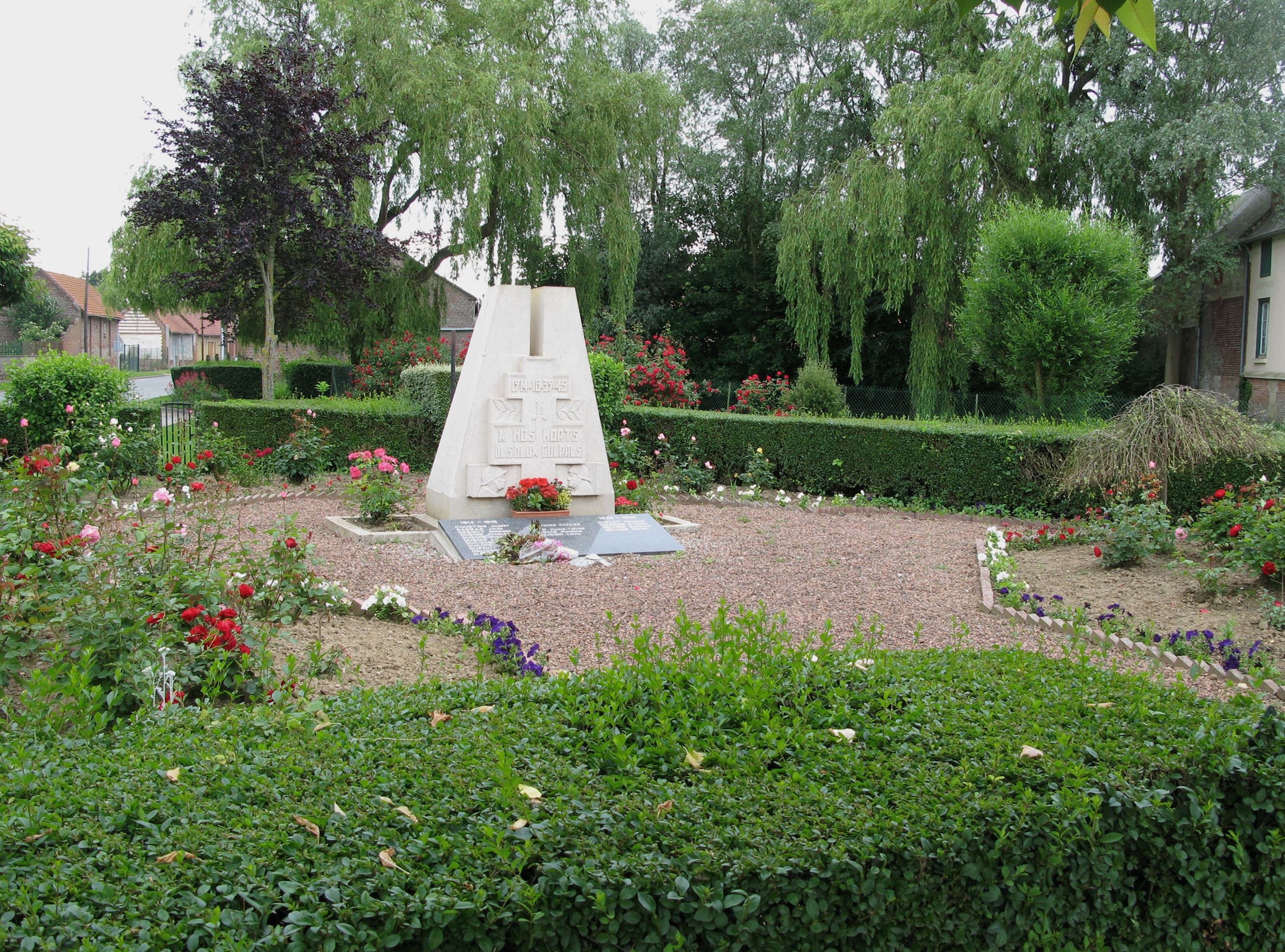
Das Kriegerdenkmal

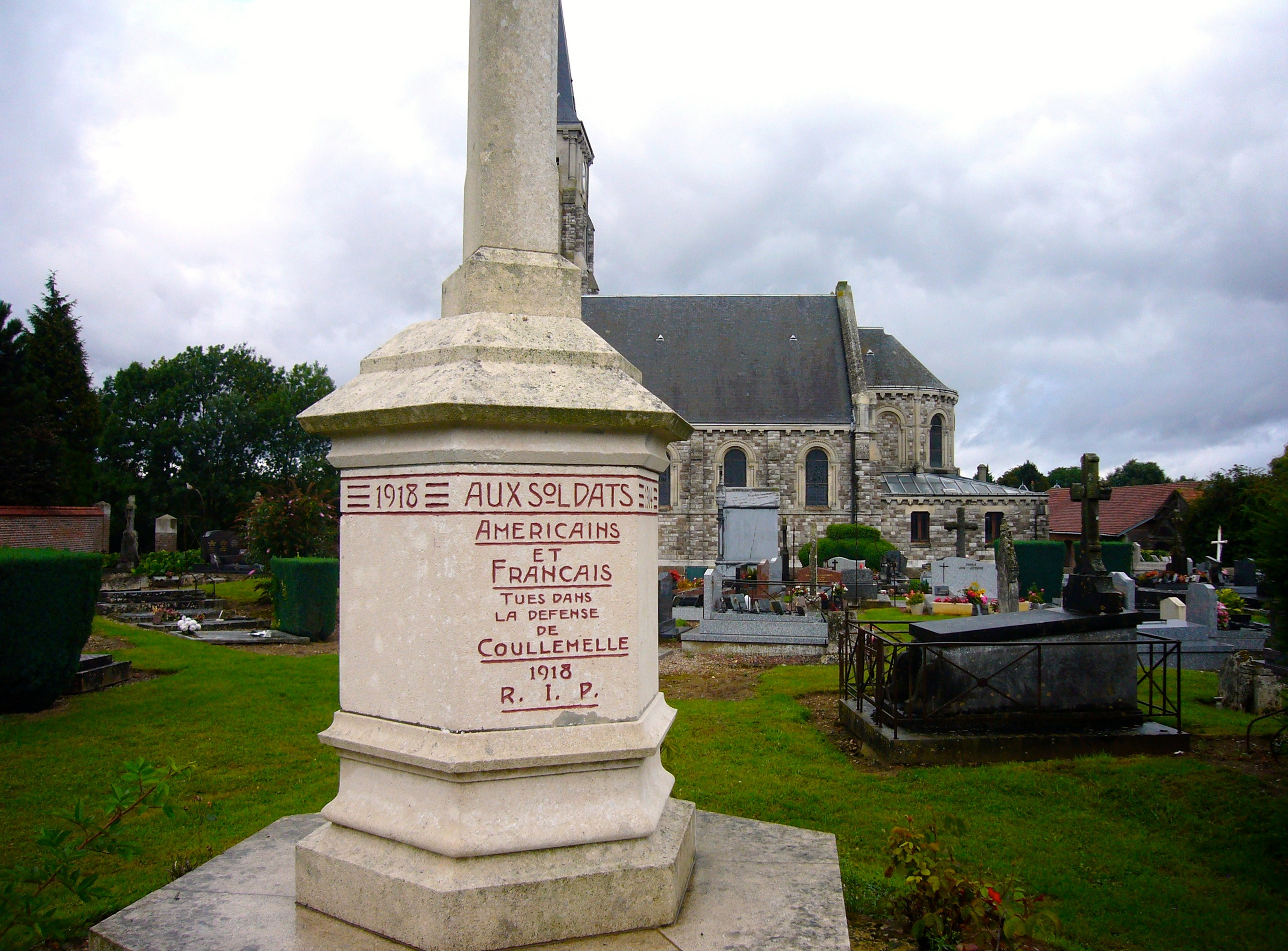
Kriegerdenkmal auf dem Friedhof

- Die 1926 von den Architekten Théodule Morel und Robert Petit auf den Grundmauern der 1918 durch Artilleriebeschuss zerstörten alten Kirche wieder aufgebaute, 1994 als Monument historique eingetragene Kirche Saint-Nicolas (Base Mérimée PA00132921), mit Ausstattung im Stil des religiösen Art déco von Pierre Ansart und Gérard Ansart, Jean Gaudin, Bernardin Fernique, Pierre Turpin und anderen.
- Das 1946 eingeweihte Kriegerdenkmal von Allard.
- Weiteres Kriegerdenkmal auf dem Friedhof.